# 卢珽
卢珽（?—?），字子笏，范阳郡涿縣（今河北省涿州市）人。西晋官員。祖父卢植，东汉侍中。父卢毓，曹魏司空。卢钦之弟。
卢珽在西晋担任侍中，曾请抄新刊修律令死罪条目，悬挂在亭传来明示百姓。后官至卫尉卿。其子卢志。
卢志曾经问陆机：“陆逊、陆抗和你什么关系？”藉故諷刺陸機。陆机说：“就像卢毓、卢珽和你的关系。”卢志默然。